# Ruby (Caroline du Sud)
Pour les articles homonymes, voir Ruby (homonymie).
Ruby est une ville située dans le comté de Chesterfield, dans l’État de Caroline du Sud, aux États-Unis. Lors du recensement de 2020, elle comptait 307 habitants.